# چاکولا (استان آرخانگلسک)
چاکولا (به لاتین: Chakola) یک منطقهٔ مسکونی در روسیه است که در استان آرخانگلسک واقع شده‌است.